# Kan (folyó)
A Kan (oroszul Кан) folyó Oroszország ázsiai részén, Szibériában, a Krasznojarszki határterületen. A Jenyiszej jobb oldali mellékfolyója.

## Földrajz
Hossza 629 km, vízgyűjtő területe 36 900 km², évi közepes vízhozama 288 m³/s. A forrástól számított teljes esése kb. 1350 m.
A Keleti-Szajánban ered, a folyóról elnevezett „fehér hegy” (Kanszkoje Belogorje) északi részén. A Tyihij Kan és a Gyikij Kan ('csendes Kan' és 'vad Kan') hegyi folyók egyesülése után, felső szakaszán keskeny, sziklás mederben folyik észak-északkelet felé. Kanszknál éles kanyarral nyugatra fordul, folyása lelassul; középső szakaszán erdős sztyeppen, széles völgyben halad. Alsó szakaszán áttöri magát a Jenyiszej-hegyvonulat déli nyúlványain és örvényes, zuhatagos mederben folyik észak felé; a torkolat közelében ismét nyugodt, síksági folyó. 
Krasznojarszktól 108 km-re északra ömlik a Jenyiszejbe. November elejétől április végéig jég borítja.
Legnagyobb mellékfolyója a jobb oldali Agul (347 km); bal oldali mellékvizei közül leghosszabb a Ribnaja (288 km).
A folyó menti számos település között két nagyobb város is van: Kanszk és Zelenogorszk (ZATO).